# 麻木的小虫
麻木的小虫（英語：Numb Little Bug）是美国的伊朗裔创作歌手安柏荷（Em Beihold）的一首歌曲，2022年1月28日通过聯眾唱片和Moon Projects发行，是她第二张EP《Egg in the Backseat》的第二首单曲。这首歌由安柏荷与尼克·洛佩斯（Nick Lopez）和Dru DeCaro共同创作，并由DeCaro、Elijah Hill和Dallas Caton制作，于2022年初在TikTok上走红，截至2022年2月已被用于6万多个视频中。安柏荷在这首歌曲中讲述了她因焦虑而服用抗抑郁药时的「麻木」感，说它们「吸走了自己的灵魂和能量」。